# Hans Jörg Furrer
Hans Jörg Furrer, geboren im 20. Jahrhundert, ist ein ehemaliger deutscher Radsportler.

## Werdegang
Der aus Reute stammende sehbehinderte Hans Jörg Furrer nahm mit der Behindertenradsportnationalmannschaft an den Paralympischen Sommerspielen 1992 teil. Bei diesen Spielen wurde er im Tandem mit seinem Mitradler Frank Höfle Olympiasieger.
Auch in der Vierermannschaft über 60 km in der Besetzung Furrer, Frank Höfle, Friedhelm Welz und Manfred Fischer war er erfolgreich: Sein Team gewann die Bronzemedaille.
Für den Medaillengewinn bei den Paralympischen Sommerspielen 1992 wurden  Furrer und sein Team mit dem Silbernen Lorbeerblatt ausgezeichnet.